# Storkówko
Storkówko (deutsch Storkow) ist ein Dorf in der Woiwodschaft Westpommern in Polen. Es gehört zur Gmina Stara Dąbrowa (Gemeinde Alt Damerow) im Powiat Stargardzki (Stargarder Kreis).

## Geographische Lage
Das Kirchdorf liegt in Hinterpommern, etwa neun Kilometer nördlich von Stargard auf halbem Wege zwischen Małkocin (Mulkenthin) im Südwesten und   Łęczyca (Lenz) im Nordosten.
Durch die Gemarkung des Dorfs fließt westlich des Dorfkerns der Aschbach.

## Geschichte

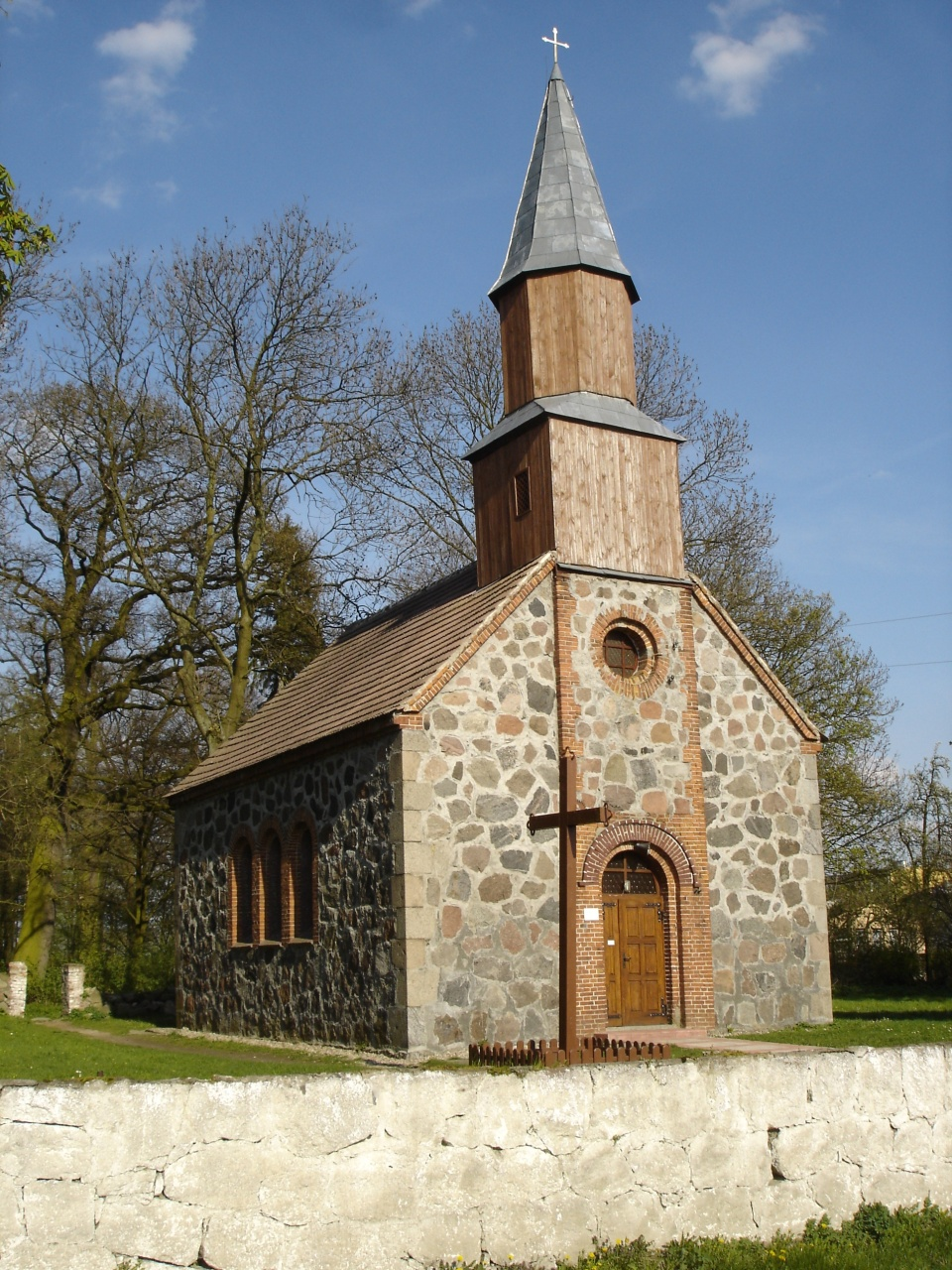
Dorfkirche (bis 1945 der evangelischen Gemeinde Storkow)

In der Umgebung von Storkow sind ausgedehnte Begräbnisfelder aus vorchristlicher Zeit gefunden worden, auf denen sich u. a. auch von großen Feldsteinen umkränzte Hünengräber befanden.
Wie aus einem 1604 von Herzog Bogislaw XIII. ausgestellten Lehnbrief hervorgeht, war Storkow seinerzeit eines von zehn „adligen“ Gütern – die übrigen neun adligen Besitzungen waren Lenz, Faulen-Benz, Buslar, Wangeritz, Friedeheide, Grossenhagen, Cunow an der Straße, Groß Küßow und Schellin –, die die Familie von Mildenitz als Lehen besaß. Um 1780 befanden sich in dem Gutsbezirk, der in zwei Teile, A und B,  aufgeteilt war, drei Vorwerke, zwei Vollbauern, ein Halbbauer, ein Prediger-Gehöft, ein Küster, der auch Schulmeister war, eine Schmiede und insgesamt zehn Feuerstellen (Haushaltungen). Die Dorfkirche gehörte zur Massower Synode. Teilbezirk A war durch einen Kaufvertrag vom 15. November 1769 an Michael Uecker gekommen. Teilbezirk B war durch einen Vergleich vom 18. Februar 1756 auf dreißig Jahre dem Johann Christoph Vosberg verpfändet worden. Seit März 1792 befand sich der gesamte Gutsbezirk im Besitz der Familie Quandt. Durch Abtrennung zweier Bauernhöfe vom Gutsbezirk entstand 1819 im Rahmen der Regulierung der gutsherrlichen und bäuerlichen Verhältnisse ein neuer Wohnplatz, für den Gutsbesitzer Quandt den Namen Carlsruhe amtlich eintragen ließ. Die Ansiedlung Carlsruhe ist später an Albrecht Haken veräußert worden, der das Hauptgut in Pacht nahm. 1910 gab es im Dorf eine Molkerei und eine Brennerei. Im Jahr 1939 befand sich das Gut im Besitz von Hermann Schrader.
Im Jahr 1945 gehörte Storkow zum Landkreis Saatzig im Regierungsbezirk Stettin der preußischen Provinz Pommern.
Im Zweiten Weltkrieg eroberte Anfang Februar 1945 die Rote Armee die Region und unterstellte sie bald darauf der Verwaltung der Volksrepublik Polen. Anschließend wurde bis 1947  die „wilde“ Vertreibung der einheimischen Bevölkerung vorgenommen, mit der eine allmähliche Zuwanderung von Polen einherging.
Heute bildet die Ortschaft ein eigenes Schulzenamt in der Gmina Stara Dąbrowa (Gemeinde Alt Damerow).

## Demographie
| Jahr | Anzahl Einwohner | Anmerkungen           |
| ---- | ---------------- | --------------------- |
| 1818 | 063              | [ 9 ]                 |
| 1867 | 128              | [ 10 ]                |
| 1871 | 123              | sämtlich Evangelische |
| 1910 | 139              | [ 7 ] [ 11 ]          |
| 1933 | 142              | [ 12 ]                |
| 1939 | 160              | [ 12 ]                |